# هيوك (مغني)
هيوك هو مغني وممثل كوري جنوبي ولد في 5 يوليو 1995.